# Nicolas II Levache
Nicolas Levache (em português: Nicolau Levache, nasceu em Dinant em 1698), também conhecido por Nicolas II Levache, para o distinguir de seu tio Nicolas I Levache, foi um mestre fundidor e fabricante de sinos ativo em Liège até 1730 e em Portugal, após essa data.

## Biografia e Família
Nicolas Levache nasceu em Dinant em 1698, onde foi batizado com o nome de Jean-Nicolas Levache, no seio duma família de mestres de dinanderia, fundidores e fabricantes de sinos.
Era filho dum conhecido fundidor e fabricante de sinos, Pierre Levache (Dinant, 1669 – c. 1734), e de sua mulher, Catherine Lambert. Este Pierre Levache por sua vez era irmão de Nicolas I Levache, ambos filhos de Jean Levache, fundidor, e de Marguerite de Saint Hubert, pertencente a uma antiga família de mestres de dinanderia. 
Um dos irmãos de Nicolas Levache, Jean-Baptiste Levache (1708 – 1742), foi também fundidor de sinos. Jean-Baptiste realizou em 1735 um carrilhão para Nimega, nos Países Baixos, encomanda com a qual parece ter tido muitas dificuldades.
A atribuição da autoria das obras aos diferentes membros da família nem sempre é fácil. Um sino do carrilhão da Igreja de São João em Liège apresenta a inscrição "LE VACHE ME FIT A LIEGE 1726" sem que se possa afirmar com certeza quem o fabricou.
A Pierre Levache, pai de Nicolas, deve-se a fonte dos Savetresses, na Praça do Mercado de Liège, uma obra de vulto realizada em 1716 e cuja porta original ainda apresenta a inscrição "FAITTE PAR PIERRE LEVACHE". A 8 de abril de 1722 Pierre Levache assinou um contrato com o seu primo, o célebre Abade da Abadia de Leffe, Perpète Renson, para a refundição do "grande sino" da Abadia, com um peso de 2075 libras, destinado à nova igreja, que este mandara edificar. O sino foi instalado ainda nesse ano, mas virá a ser destruído no final do século, durante a revolução. Sabe-se ainda que em 1726 faz a refundição do grande sino da Igreja dos Recoletos em Liège.

## Obra
Em 1730 Nicolas Levache realiza vários sinos para o "beffroi" ou campanário de Douai, cidade da Flandres, hoje no norte de França. Este campanário faz parte do conjunto de 56 Campanários da Bélgica e da França que foi adicionado à lista de Patrimônio Mundial da UNESCO.

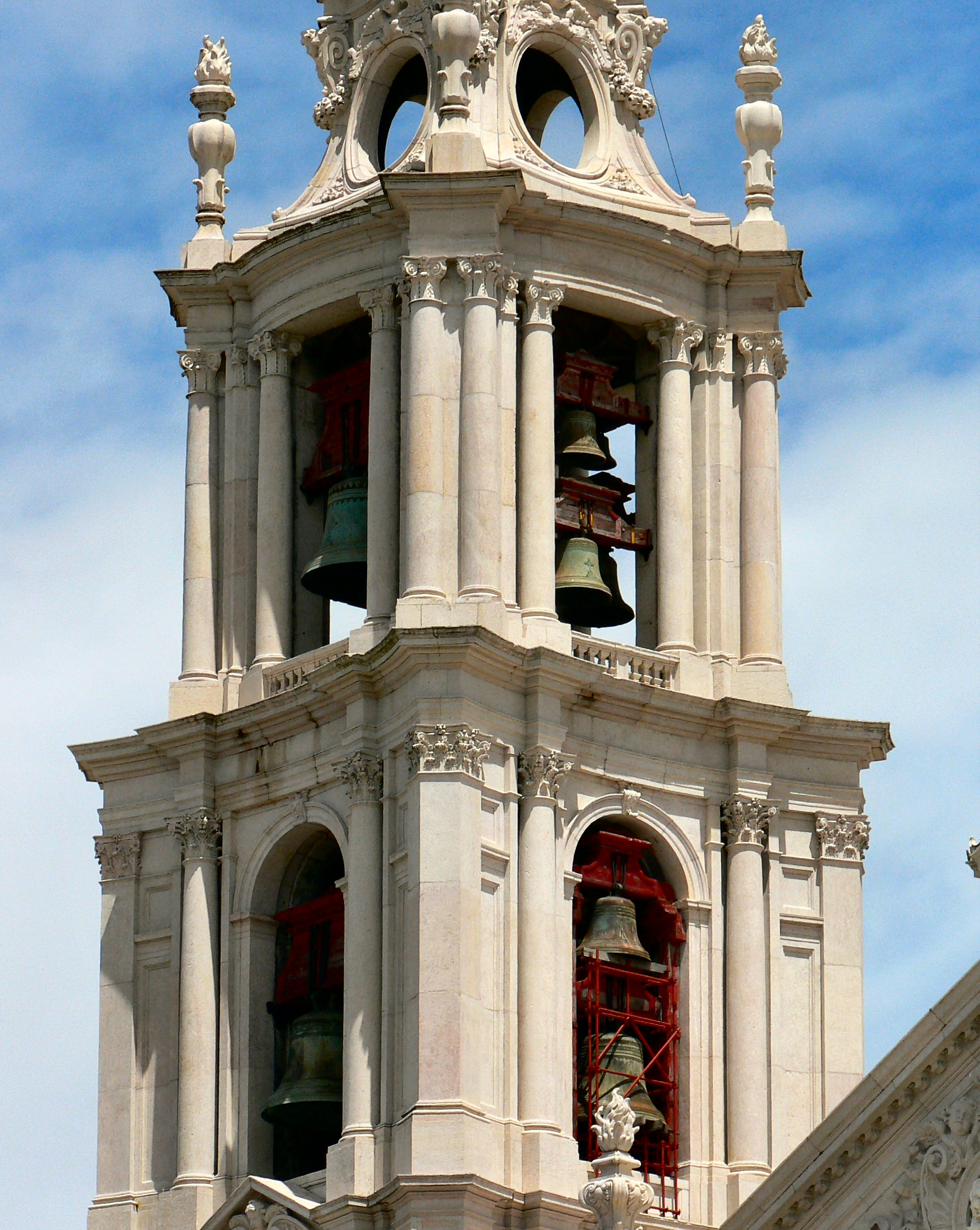
O carrilhão Levache na torre norte do Convento de Mafra

Também em 1730 realiza um dos dois carrilhões encomendados pelo rei de Portugal, D. João V, destinados à Igreja do Convento de Mafra. Constituído por 49 sinos, fundidos em Liège, o carrilhão Levache foi instalado na torre norte. A grande maioria dos sinos apresenta ainda a inscrição "NICOLAUS LEVACHE LEODIENSIS ME FECIT ANNO DOMINI MDCCXXX". A torre sul alberga o carrilhão fundido em Antuérpia por Willelm Witlockx.
Em 1730 Nicolas Levache deslocou-se até Mafra para acompanhar a montagem dos seus sinos e fixou-se definitivamente em Portugal.
Em 1732 Nicolas Levache dirigia a Fundição de Cima em Lisboa, uma fundição de sinos e peças de artilharia criada por D. João V no Campo de Santa Clara. A História de Portugal de Veríssimo Serão refere "uma fundição junto ao Campo de Santa Clara, dirigida pelo francês [sic] Nicolau Levache". Em "Elementos para a história do Município de Lisboa", Eduardo Freire de Oliveira escreve que esta fundição "foi dirigida por Nicolaus Levache, muito perito na sua especialidade e que para tal fim veio para Lisboa".
Durante esta fase executou várias encomendas para D. João V. Os três grandes sinos da Torre do Relógio do Palácio real, destruído pelo terramoto de Lisboa de 1755, eram obra do "célebre artífice dos Países Baixos (...) Nicolau Levache, estrangeiro muito experiente nesta arte" segundo António Rodrigues Lages, no seu tratado manuscrito "Altissonância Sacra Restaurada", de 1769. O grande sino da torre da Patriarcal, também destruída pelo terramoto, era igualmente obra de Nicolas Levache.

## Os Levache e as ferrarias em Portugal

### José Levache
Na segunda metade do século XVIII, já no reinado de D. José I, temos notícia dum irmão de Nicolas Levache, José Levache, nas ferrarias da Machuca e mais tarde em Maçãs de Dona Maria. Este José Levache, que casou em 1770 em Figueiró dos Vinhos, está mencionado no assento de batismo de uma filha, em 1777, como filho de Pierre Levache e Catherine Lambert, naturais de Dinant, Bispado e Principado de Liège, pais de Nicolas e que tiveram também um filho chamado José (Joseph) nascido em 1711.
Sabe-se pelos elementos recolhidos  pelo Professor Dr. António Augusto da Costa Simões, eminente médico, professor e reitor da Universidade de Coimbra, no seu livro "Topografia Médica das Cinco Vilas e Arega", que foi o seu estatuto de estrangeiro que permitiu a José Levache evitar um exílio forçado por volta de 1760.
A este propósito escreveu o Dr. António Augusto da Costa Simões: "Por ordem do Marquês de Pombal, em 1760, pouco mais ou menos, foram presos (...) todos os setes Mestres Fabricantes que havia no Engenho da Machuca, menos o Fabricante José Levache, a quem valeu a qualidade de ser estrangeiro. Dizem que se conservaram por alguns anos em Lisboa debaixo de prisão, sendo depois mandados, não sabem se para Goa ou se para Angola para ali ensinarem a fabricação do ferro".

### João Craveiro Levache
Já no final do século (depois de 1793) o "Livro dos Assentos das Determinações dos Capítulos do Convento do Real  Mosteiro São Vicente de Fora” (fl. 59 v.) menciona uma encomenda dos Cónegos Regentes de São Vicente de Fora para "fundição e afinação de sinos" feita ao mestre João Craveiro Lavache. Tudo leva a crer que este João Craveiro Levache (ou Lavache na sua  forma aportuguesada) seja filho de José Levache e de sua mulher Maria Craveiro de Faria.

### José Levache de Faria
Um dos sinos da Igreja Paroquial de Maçãs de Dona Maria, fundido em 1816, apresenta a assinatura "JOZE LEVACHE". Trata-se provávelmente de José Levache de Faria, um filho do já citado José Levache e de sua mulher Maria Craveiro de Faria, que nasceu em 1772.

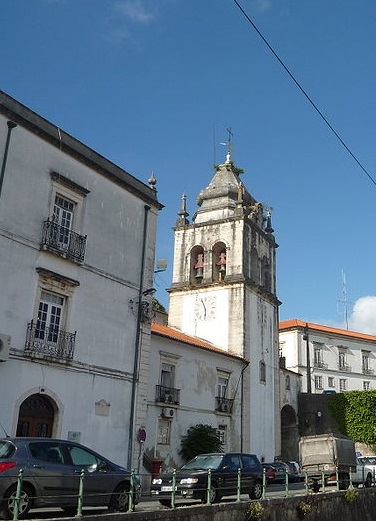
A torre sineira da Sé de Leiria com sinos de João Craveiro de Faria

### João Craveiro de Faria
Em 1800, a Sé de Leiria assinou um contrato com João Craveiro de Faria "fundidor de sinos, residente em FIgueiró dos VInhos, para a feitura de seis sinos para a Torre Sineira de Leiria". 
Este João Craveiro de Faria (c. 1758 – 1822), irmão de Maria Craveiro de Faria e cunhado de José Levache, foi nomeado Feitor das Ferrarias da Foz de Alge depois do desastre das fundições de 1812 e 1814, dirigidas pelo alemão Stieffel, e do sucesso das suas próprias fundições. A reativação das Ferrarias em 1804 sob direção alemã, que menosprezou o "método dos antigos" e o saber dos "franceses" (a quem os Levache estavam assimilados) nunca correu bem. A qualidade do ferro era má, as quantidades pequenas e o custo de produção elevado. Dez anos depois de Varnhagen, um dos alemães presentes na fundição de 1804, ter respondido aos comentários pertinentes de João Craveiro dizendo que este "nada daquilo sabia, ao que sem demora respondeu o dito Craveiro: Mas sou capaz de fazer o que Vossas mercês não fazem, suposto serem grandes mestres", o mestre João Craveiro de Faria, detentor do saber e do método dos antigos foi nomeado feitor das Ferrarias da Foz de Alge.